# Senda Ayari
Senda Ayari, née en 1994, est une nageuse tunisienne.

## Carrière
Senda Ayari obtient la médaille d'argent du relais 4 x 200 m nage libre et la médaille de bronze du relais 4 x 100 m nage libre aux championnats d'Afrique 2010 à Casablanca.